# Prospero di Reggio Emilia
Prospero (... – Reggio Emilia, 25 giugno 466) fu vescovo di Reggio Emilia, secondo la tradizione per 22 anni; è venerato come santo dalla Chiesa cattolica.

## Biografia
Poco si sa della sua vita, ma i documenti attestano che egli fu veramente vescovo di Reggio Emilia nel V secolo.
Parlano di lui due omelie del X secolo, una per la vita e un'altra per la traslazione del suo corpo. Viene ricordato per il suo senso di carità: è il santo patrono di Reggio Emilia, anche se la cattedrale non è dedicata a lui. A Reggio invece esiste ancora la chiesa di San Prospero, che Prospero stesso aveva costruito e dedicato a San Apollinare.

## Culto

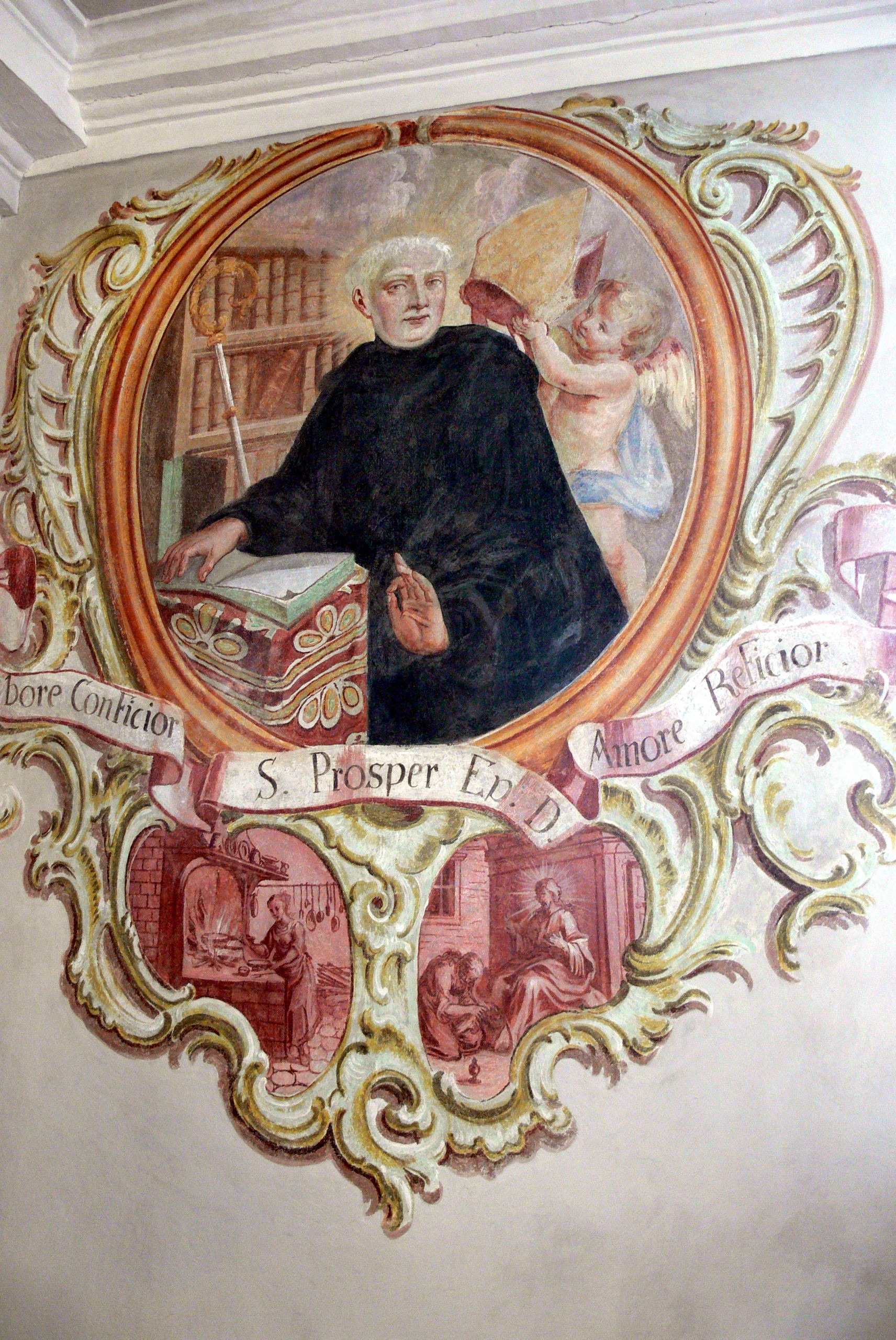
Affresco settecentesco nella chiesa di Sant'Agostino a Rattenberg (Tirolo)

Il suo culto è antichissimo e si è diffuso tra l'XI e il XIV secolo. Prospero era venerato a Parma, Bologna, Lucca, Perugia e in altre città oltre a Reggio. Almeno 31 chiese e cappelle sono state dedicate a lui nel Medioevo. Tuttavia, dopo il Concilio di Trento, il culto si restrinse alla sola Reggio. La diocesi di Reggio festeggia il suo culto a livello locale il 24 novembre, ma il 25 giugno è il suo giorno di festa nel Martirologio Romano.

### Reliquie
Le sue reliquie sono state traslate nel 703 in una nuova chiesa e monastero costruita in suo onore nel borgo esterno alle mura dal vescovo reggiano Tommaso. Furono deposte accanto a quelle di san Venerio l'Eremita.
Nel 962, il vescovo Ermenaldo trasferì le sue reliquie alla cattedrale di Santa Maria nel centro della città, mentre si stava ricostruendo la chiesa dedicata a Prospero. Questa fu completata dal suo successore Tenzo (Tenzone) nel 979 e consacrata da papa Gregorio V nel 997. Nel XVI secolo la chiesa fu ricostruita; il corpo di Prospero giace sotto il grande altare.